# Langrend
Langrend er en vintersport, hvor det gælder om at tilbagelægge en distance på ski hurtigere end sine modstandere. I langrend bevæger udøverne sig (i modsætning til i alpinskisport) både op, ned og ligeud. 
Langrend betragtes som en af de af de mest komplette idrætsgrene, fordi alle kroppens store muskelgrupper trænes. Den konditionsgivende effekt er høj, og der stilles store krav til balance og koordination. I konkurrence-langrend er der minutter og sekunder at hente på korrekt smøring af ski og taktiske beslutninger.
Langrend er særligt populær i Norge, Sverige og Finland, men udøves i de fleste lande i Europa, i Rusland med randstater, i Canada og USA og de seneste år også i Japan og Kina. Langrend hører ind under de nordiske discipliner, som også inkluderer skihop og nordisk kombineret: So kombinerer de to grene af langrend og skihop. Også skiskydning, som kombinerer fristil-varianten af langrend og riffelskydning, regnes med her.
De førende langrendsnationer er Norge, Tyskland, Finland, Sverige, Italien, Tjekkiet og Rusland. Også Frankrig, Estland, Polen, Ukraine, Hviderusland, Slovenien, Schweiz, Østrig, USA, Japan, Kina og Kasakstan har udøvere på højt niveau. En af de helt store stjerner inden for sporten er Bjørn Dæhlie, som i 1990'erne var uovertruffen på de smalle ski.
Rulleski har et bevægelsesmønster, der ligner langrend, hvorfor mange langrendsløbere bruger rulleski til deres træning om sommeren.

## Arrangementer
Distancen i langrend kan være meget forskellig, fra 5 til typisk 50 kilometer. I verdens ældste langrendsskiløb, det svenske "Vasaloppet", som har været afholdt hver vinter siden 1922, skal der tilbagelægges 90 kilometer i klassisk stil.
Både enkeltstarter og konkurrencer med samlet start er almindelige. En tredje måde er jagtstart, hvor den deltager, som har klaret sig bedst i forudgående løb, får fordel af at starte først. Den næste starter så den tid efter, som han/hun i det forudgående løb var dårligere end den første og så videre. Den, der kommer først i mål, vinder. 
Der findes også etapeløb, hvor nogle etaper er med samlet start (også kaldet massestart). Andre etaper er med enkeltvis start. Den deltager, der samlet bruger mindst tid på at gennemføre alle etaperne, vinder. Dog kan der undervejs være indlagt bonusspurter. De fungerer på den måde, at den eller de, som først passerer et bestemt sted på ruten, får trukket et bestemt antal sekunder fra den samlede tid. Der kan også være bonussekunder på spil ved etapernes mål. Nogle gange sluttes etapeløb af med en jagtstartsetape: Den, der vinder jagtstarten, vinder hele etapeløbet.
Inden for konkurrence-langrend er Vinter OL det største arrangement. Næste Vinter-OL afholdes i Pyeongchang i Sydkorea. Derudover afholdes der Verdensmesterskab hvert andet år. Endelig er der World Cup, arrangeret af det Internationale Skiforbund, FIS. Danmark har aldrig markeret sig med store resultater inden for langrend.
Dansk/grønlænderen Michael Binzer regnes som den hidtil bedste danske langrendsløber og har deltaget ved vinter-OL tre gange.

## Udstyr
Langrendsski er typiske 180-210 centimeter lange, 4,2-6,0 centimeter bredde og 0,5-2 centimeter tykke. Skiene har et spænd, hvilket vil sige, at de krummer hen over midten. Spændet er til for at kunne fæste smøring i midten og derved få bedre greb i modbakke uden at mindske gliddet. Spændet skal passe til skiløberens længde og vægt. Skistave bidrager til fremdrift og giver støtte i sving. Skistaven har en ”basket” nederst i form af en ring eller skive, som forhindrer staven i at trænge ned i sneen. Skistavens håndrem sikrer et godt greb. Nederst er skistaven spids for atl give fæste i sneen. Skistøvlerne fæstes til skiene med bindinger. Der findes flere typer ski, bindinger og støvler. Her skelnes der først og fremmest mellem klassisk og skøjte langrend.

### Bindinger
Inden for langrendsbindinger er der nu tre hovedtyper:
- NN (Nordic Norm) – Den oprindelige variant Rottefella.
- NNN (New Nordic Norm) – En videreudviklet variant.
- NIS (Nordic Integrated System) – En integreret skinne i skiene, der sikrer, at bindinger forholdsvis nemt kan skiftes.
- SNS (Salomon Nordic System) – Konkurrerende variant fra Salomon, som er smallere end NNN.

Alle NIS-bindinger overholder NNN og passer derfor sammen med NNN-langrendsstøvler.
Hver af disse tre skibindingstyper kræver specialtilpassede sko. Dette gælder også specialvarianterne NNN-BC og SNS-BC ("Back Country"), som er kraftigere bygget og egnet til tur- og fjeldski.

### Smøring
Smøremetoderne til langrendsski inddeles i to hovedgrupper: fæstesmøring og glidevoks. Fæstesmøring kan enten være tørvoks eller klister. Tørvoks er bedst at bruge ved tør sne, det vil sig ved frostgrader eller ganske få varmegrader i sneen. Klister anvendes, når der er meget vådt, eller sneen er iset.
Glidevoks anvendes primært på skøjteski og påsmøres i hele skiens længde. Effekten ved brug af glidevoks kan diskuteres. Nogle eksperter påpeger, at glidevoks på moderne skisåler kan være en ulempe. Eksempelvis kan skidt fra løjperne sætte sig fast, og opvarmningen ved påføring af glider kan være skadelig for skiene.

## Stilarter
Klassisk stil og fristil er de to stilarter inden for langrend. Både ski, bindinger, sko og stave er tilpasset de to stilarter. Det samme gælder løjperne.

### Klassisk stil
Der er fire hovedteknikker, som enhver langrendsløber bør kende; Fiskeben, diagonalgang, dobbelt stavtag og dobbelt stavtag med fraspark.
| Fiskeben | Diagonalgang | Dobbelt stavtag | Dobbelt stavtag med fraspark                                                                                                   |
| --- | --- | --- | --- |
| Teknikken bruges på stejle bakker. Man løber eller går med spredte ski uden glid. Teknikken efterlader et tydeligt fiskebens-spor i sneen. | En løbende bevægelse med parallelle ski og med glid på hver ski. Stavene er placeret på den modsatte side af frasparket. For erfarne og trænede langrendsløbere bruges denne teknik også i modbakke, hvor man kan holde et vist tempo. | Her bliver begge stave sat i jorden samtidigt for at give et kraftfuldt afsæt. Overkroppen lænes mere forover for at kunne trække igennem. I fladt terræn er teknikken meget benyttet. | Foregår på samme måde som dobbelt stavtag. Teknikken er god, hvor det går lidt for hurtigt til, at man kan bruge diagonalgang. |

### Skøjteteknik
Ved verdensmesterskabet 1982 i langrendskiløb afholdt i Oslo fik den amerikanske skiløber Bill Koch stor opmærksomhed på grund af sin overlegne skøjteteknik i kontrast til den klassiske stil. Efter denne præstation er Bill Koch blevet udnævnt til stilens ophavsmand, men det er ikke den fulde sandhed. Bill Koch perfektionerede ganske vist stilen, men teknikkens historie strækker sig langt tilbage i tiden. En tidligere variant med spark med en ski til siden blev i 1970’erne gradvist tillempet teknikken til langrend. Det var finnen Pauli Siitonen, der overbeviste flere langrendsløbere om, at teknikken var effektiv og gav hurtigere fremdrift. Siitonen, som i øvrigt vandt Vasaloppet i 1973, var i begyndelsen af 1960’erne orienteringsløber såvel i sko som på ski. Han bragte skøjteteknikken med fra skiorienteringen til langrend. Rundt om i Europa kaldte man skøjteteknikken for ”Siitonen-skridt”.
Men det var ski-orienteringsløbere, som 'opfandt' og udviklede skøjteteknikken på ski. I 1940’erne begyndte man at tilpasse teknikken fra skøjteløb til de meget lange veje ofte isbelagt og før grusning og saltning. I 1950’erne og 60’erne havde skøjteteknikken sit højdepunkt i ski-orienteringsløb, da man ofte kunne tilbagelægge stræk langs veje 3-4 gange så hurtigt som ved at tage fugleflugtslinjen. Det var i træskienes tid og ski-o-løberne monterede ofte en stålkant på skiens inderside, som kunne udnyttes i gliddet ved at kantstille skiene.

## Langrendsstjerner
Disse løbere har domineret den moderne langrendssport siden 1980.
Antal OL- og VM-medaljer siden 1980. 

### Mænd
Bjørn Dæhlie, som topper ranglisten, har i tillæg til sine 29 medaljer vundet 46 World Cups fordelt på forskellige distancer og stilarter . Nummer ni på listen, Andrus Veerpalu fra Estland, er stadig aktiv og vandt sin seneste guldmedalje ved VM i Liberec, februar 2009.
| Rank | Navn             | Født | Guld | Sølv | Bronze | Total |
| 1    | Bjørn Dæhlie     | 1967 | 17   | 9    | 3      | 29    |
| 2    | Gunde Svan       | 1962 | 11   | 4    | 2      | 17    |
| 3    | Thomas Alsgaard  | 1972 | 11   | 3    | 1      | 15    |
| 4    | Thomas Wassberg  | 1956 | 7    | 3    | 1      | 11    |
| 5    | Frode Estil      | 1972 | 6    | 2    | 3      | 11    |
| 6    | Vladimir Smirnov | 1964 | 5    | 8    | 5      | 18    |
| 7    | Mikka Myllylä    | 1969 | 5    | 4    | 6      | 15    |
| 8    | Torgny Mogren    | 1963 | 5    | 3    | 2      | 10    |
| 9    | Andrus Veerpalu  | 1971 | 5    | 2    |        | 7     |
| 10   | Sture Sivertsen  | 1966 | 5    | 1    | 1      | 7     |

### Kvinder
| Rank | Navn                    | Født | Guld | Sølv | Bronze | Total |
| 1    | Yelena Välbe            | 1968 | 17   | 2    | 4      | 23    |
| 2    | Larisa Lazutina (doped) | 1965 | 16   | 2    | 3      | 21    |
| 3    | Nina Gravrilyuk         | 1966 | 9    | 3    | 3      | 15    |
| 4    | Raisa Smetanina         | 1952 | 8    | 9    | 5      | 22    |
| 5    | Stefanie Belmondo       | 1969 | 7    | 9    | 7      | 23    |
| 6    | Marja-Liisa Kirvesniemi | 1955 | 6    | 5    | 4      | 15    |
| 7    | Benta Skari             | 1972 | 6    | 3    | 2      | 11    |
| 8    | Virpi Kuitunen          | 1976 | 6    | 1    | 2      | 9     |
| 9    | Juliya Chapalova        | 1976 | 5    | 4    | 3      | 12    |
| 10   | Marit Bjørgen           | 1980 | 4    | 4    | 3      | 11    |